# Mokopane
Mokopane (fino al 2003 chiamato Potgietersrus) è un centro abitato del Sudafrica, situato nella provincia del Limpopo.